# チャールズ・キナード (第6代キナード卿)
第6代キナード卿チャールズ・キナード（英語: Charles Kinnaird, 6th Lord Kinnaird、1767年8月2日没）は、スコットランド貴族。

## 生涯
ジョージ・キナード（George Kinnaird、初代キナード卿ジョージ・キナードの六男ジョージの息子）と1人目の妻ヘレン・ゴードン（Helen Gordon、1731年11月2日以前没、第2代アボイン伯爵チャールズ・ゴードンの娘）の次男（長男ジョージは1758年7月以前に死去）として生まれた。
1745年8月9日、バーバラ・ジョンストン（Barbara Johnstone、1723年7月28日 – 1765年10月21日、第3代準男爵サー・ジェームズ・ジョンストンの娘）と結婚、2男3女をもうけた。
- ジョージ（英語版）（1748年 – 1805年） - 第7代キナード卿、子供あり
- パトリック（1771年7月没）
- ヘレン（1795年4月21日没） - 聖職者エドマンド・ダナ（Edmund Dana）と結婚
- エリザベス（1769年9月13日没）
- マーガレット（1800年6月18日没） - 1779年7月3日、庶民院議員トマス・ウィゲンス（Thomas Wiggens、1785年没）と結婚、2男をもうけた[3]

1758年7月16日に祖父ジョージの兄パトリックの息子チャールズが死去すると、キナード卿の爵位を継承した。
1767年8月2日に死去、長男ジョージが爵位を継承した。